# Lurbinectédine
La lurbinectédine, vendue sous le nom de marque Zepzelca, est un médicament utilisé pour traiter le cancer du poumon à petites cellules.

## Mode d'action
C'est un agent alkylant antinéoplasique. Il agit en interférant avec la duplication de l'ADN nécessaire à la division cellulaire.

## Usage médical
On l'utilise lorsque la maladie s'est propagée malgré d'autres traitements. Le médicament est administré par injection progressive dans une veine.

## Effets secondaires
Les effets secondaires de ce médicament comprennent un faible nombre de globules blancs, un faible nombre de globules rouges, des problèmes rénaux, un faible nombre de plaquettes, des nausées, des douleurs musculaires, un essoufflement, une inflammation du foie ou une constipation. D’autres effets secondaires peuvent inclure l’infertilité. L'utilisation pendant la grossesse peut nuire au fœtus.

## Histoire
Le médicament a été approuvé pour un usage médical aux États-Unis en 2020 et en Australie en 2021,. Aux États-Unis, 4 mg coûtent environ 7 200 dollars américains en 2021. En 2021, il n'est pas disponible au Royaume-Uni ni en Europe.